# هانز كارل فريدريش فون مانجولدت
هانز كارل فريدريش فون مانجولدت (بالألمانية: Hans von Mangoldt)‏ (1854–1925) عالم رياضيات ألماني ساهم في حل مبرهنة الأعداد الأولية.
أكمل مانجولدت دكتوراه الفلسفة في عام 1878 في جامعة برلين حيث كان المشرفون عليه إرنست كومر وكارل ويرستراس. ساهم في حل نظرية الأعداد الأولية من خلال تقديم أدلة صارمة على بيانين في ورقة برنارد ريمان الرئيسية حول عدد الأعداد الأولية أقل من حجم معين. وقد أعطى ريمان نفسه أدلة جزئية فقط على هذه التصريحات. عمل مانجولدت كأستاذ في الجامعة التقنية الراينية الفستفالية وخلفه أوتو بلومنتال.